# Château du Montot
Le château du Montot est une ancienne maison forte, chef-lieu de la seigneurie du Montot, qui se dresse sur la commune d'Oudry dans le département de Saône-et-Loire, en région Bourgogne-Franche-Comté.

## Situation
Le château du Montot est situé dans le département français de Saône-et-Loire sur la commune d'Oudry, le long de l'Oudrache, petit affluent de la Bourbince.

## Histoire
Le fief du Montot est mentionné pour la première fois en 1372. À cette date, Perrier de Fautrière le tient d'Hugues du Bois de la Rochette.
En 1430, Jeanne de Fautrière, petite-fille de Perrier, épouse de Guyot de Bazay, lègue le Montot à son fils Pierre.
En 1439, le fief est mentionné une nouvelle fois, à propos de partages dans la famille de Fautrière et, en 1491, Pierre de Bazay est seigneur du Montot. Il sera maintenu huit ans plus tard dans cette seigneurie par le duc de Bourgogne.
En 1519, Claude de Bazay est seigneur du Montot. Jeanne de Bazay, sa fille, apporte en 1542 la seigneurie en dot à Claude de Bresches. En 1542, la seigneurie est alors en indivision, une partie étant entre les mains de Claude de Bresches, époux de Jeanne de Bazay et le frère de cette dernière, Charles de Bazay.
En 1581, Humbert de Bresches reprend le fief.
En 1607, l'évêque d'Autun donne la permission de célébrer la messe dans la chapelle du château. De 1638 à 1667, le domaine passe à la famille d'Albon, seigneurs de Montot et de Bresches. En 1669, la terre échoit ainsi que celle de Bresches à la famille du Bois de La Rochette, seigneurs de Mazoncle (Marly-sur-Arroux).
En 1764, Montot passe à Antoine-Louis Deschamps de la Villeneuve, par héritage de sa mère Marie-Catherine du Bois de la Rochette.
En 1920, Mlle des Champs de la Villeneuve lègue la propriété à Mlle de Varax. Dans la première moitié du XXe siècle, le bien est légué à M. de Gevigney. Louis et Denise Lauféron en fait l'acquisition en 1956. À la mort de Louis Lauféron, en 1976, la maison et les terres sont alors en indivision entre son épouse et ses cinq enfants. Il est en 2011, la possession de Claude Pailharey et de son épouse Bernadette, née Lauféron.

## Héraldique
- Fautrières (de): D'argent au sautoir de sable, chargé de trois coquilles d'or
- Albon de Saint-Forgeux (d'): Écartelé au premier & dernier quartier de sable à la croix d’or ; au 2 & 3 d’or, au dauphin d’azur
- Bois de La Rochette (du) : D'azur au sautoir d'argent; au chef cousu d'azur, chargé de trois colonnes d'or supportées de gueules

## Description
En 1695, la seigneurie consistait en « la maison seigneuriale se composant d'un corps de logis, chapelle, donjon renfermé de murailles, quatre tours aux quatre coins du-dit donjon et une autre tour servant à monter dans les tours et greniers de la dite maison, un colombier au-dessus du portail du-dit donjon. Tout autour, des côtés de matin et midi sont des réservoirs servant de fossé... ».
En 1764, le châtel était en partie ruiné et inhabité, mais toujours composé d'un corps de logis et de cinq tours.
Actuellement, il ne reste que trois des quatre tours rondes qui cantonnaient le manoir et la tourelle abritant un escalier à vis en pierre. Du corps de logis, ne subsiste que l'extrémité sud. Ce fragment de bâtiment au toit aigu semble avoir été édifié au XVIIe siècle. Le reste du corps de logis primitif a été démoli à la fin du XIXe siècle et remplacé par un bâtiment plus petit, légèrement en retrait sur la façade sur cour et ne s'appuyant plus sur les tours d'angle. L'étage a été supprimé et remplacé par un grand grenier dont le toit descend très bas. On a reporté sur cette nouvelle façade quelques sculptures, notamment des armoiries au-dessus de chacune des ouvertures et, dans le toit, des têtes médiévales maintenant rassemblées sous l'auvent d'une grande lucarne à deux baies à arcs trilobés. Ces sculptures proviennent sans doute du bâtiment primitif : on reconnaît en effet les trois chardons des Villeneuve et le sautoir des La Rochette.